# فيرنون فورست
فيرنون فورست (بالإنجليزية: Vernon Forrest)‏ مواليد 12 يناير 1971 في أوغستا، جورجيا، الولايات المتحدة - الوفاة 25 يوليو 2009 في أتلانتا، جورجيا، الولايات المتحدة، كان ملاكم أمريكي سابق صنّف ضمن فئة وزن خفيف المتوسط. حقق بطولة المجلس العالمي للملاكمة وبطولة الاتحاد الدولي للملاكمة. سبق أن شارك في دورة الألعاب الأولمبية الصيفية.

## إحصائيات
خاض خلال مسيرته 45 نزالا، فاز في 41 وخسر في 3. فاز بالضربة القاضية في 29 نزالا.

## وصلات خارجية
- فيرنون فورست على موقع بوكس ريك (الإنجليزية) (registration required)
- فيرنون فورست على موقع أوليمبيديا (الإنجليزية)

- الموقع الرسمي